# Региональные выборы в Венесуэле (1998)
Очередные региональные выборы в Венесуэле были проведены 8 ноября 1998 года. Эти выборы стали четвёртыми в истории страны региональными выборами после децентрализации 1989 года. В отличие от предыдущих лет, муниципальные выборы были перенесены на 2000 год, так как в тот же день, 8 ноября, одновременно состоялись парламентские выборы, а уже через месяц, 6 декабря, должны были пройти очередные президентские выборы. Впервые жителям только что образованного штата Варгас предстояло избрать своего губернатора. Явка составили 53,6 %

## Результаты
Парламентские и региональные выборы показали, что несмотря на ослабление своих позиций, традиционные партии, социал-демократическая Демократическое действие и социал-христианская КОПЕЙ, всё ещё остаются ведущими политическими силами страны. С ходу в тройку ведущих партий Венесуэлы вошло недавно созданное бывшим военным и неудачливым путчистом Уго Чавесом Движение за Пятую республику. Успешно на региональных выборах также выступили ещё две новые партии, социалистическая «Отечество для всех», появившееся в результате раскола партии «Радикальное дело», и христианско-демократическая «Проект Венесуэла», организованная бывшими членами КОПЕЙ. Для региональных выборов 1998 года характерно создание коалиций, что в условиях дробления политического поля страны стало обязательным для победы даже относительно больших партий.

### Результаты партий по всем штатам
Ниже приведены суммарные результаты голосования за партии.
| Партия                            | Губернаторы | Голоса    | %     |
| Демократическое действие          | 8           | 1 403 703 | 28,28 |
| КОПЕЙ                             | 4           | 747 761   | 15,07 |
| Движение за Пятую республику      | 1           | 707 661   | 14,26 |
| Движение к социализму             | 2           | 516 918   | 10,42 |
| «Проект Венесуэла»                | 1           | 301 613   | 6,08  |
| «Радикальное дело»                | 1           | 184 058   | 3,71  |
| «Отечество для всех»              | 3           | 149 299   | 3,01  |
| «Конвергенция»                    | 1           | 126 489   | 2,55  |
| Движение «Открытие»               | —           | 41 992    | 0,85  |
| Коммунистическая партия Венесуэлы | —           | 33 797    | 0,68  |
| Другие партии                     | —           | 749 493   | 15,10 |

### Выборы губернаторов
Ниже приведены победители губернаторских выборов и их результаты по штатам.
| Штат           | Кандидат                 | Коалиция (партия) | %     |
| -------------- | ------------------------ | --- | ----- |
| Амасонас       | Хосе Бернабе Гутъеррес   | Демократическое действие/КОПЕЙ/Движение национальной целостности/Организация подлинного обновления/UPA/II/VU/MiIdea/«Возрождение»/PQAC/«Национальное мнение» | 55,17 |
| Ансоатеги      | Алексис Росас            | «Отечество для всех»/Движение за Пятую республику/Коммунистическая партия Венесуэлы/RIN/«Красное знамя»/MIRA/Viene/EPA/«Независимая солидарность» | 34,25 |
| Апуре          | Хосе Грегорио Монтилья   | Демократическое действие/«Национальное мнение»/Националистическая организация активной демократии | 54,25 |
| Арагуа         | Дидалко Боливар          | Движение к социализму/Движение за Пятую республику/КОПЕЙ/ROGE/«Отечество для всех»/AST/LPJ/«Радикальное дело»/Организация подлинного обновления/«Независимая солидарность»/«Красное знамя»/Демократический республиканский союз/Народное избирательное движение/другие                                | 72,44 |
| Баринас        | Уго де Лос Рейес Чавес   | Движение за Пятую республику/Движение к социализму/Коммунистическая партия Венесуэлы/«Отечество для всех»/«Независимая солидарность»/«Новые люди»/«Красное знамя»/Независимые для национального сообщества                                                                                            | 43,56 |
| Боливар        | Хорхе Карвахаль          | Демократическое действие/«Возрождение»/Конвергенция/«Демократическое обновление»/Демократический республиканский союз/Национальное мнение | 47,45 |
| Варгас         | Альфредо Лайя            | «Отечество для всех»/Движение к социализму/Движение за Пятую республику/Народное избирательное движение/Коммунистическая партия Венесуэлы/«Красное знамя» | 39,27 |
| Гуарико        | Эдуардо Мануитт          | «Отечество для всех»/Движение за Пятую республику/Движение к социализму/UPLP/«Красное знамя»/AA/CON/Коммунистическая партия Венесуэлы/«Независимая солидарность»/Народное избирательное движение/Демократический республиканский союз/Республиканское движение/другие                                 | 48,01 |
| Дельта-Амакуро | Эмери Мата               | Независимое движение регионального развития/КОПЕЙ/Демократическое действие/Демократический республиканский союз/GD/«Обновление»/Народное избирательное движение/Организация подлинного обновления/MIIO/AP/И.Р.Е.Н.Е./другие                                                                           | 56,20 |
| Карабобо       | Энрике Салас Фео         | «Проект Венесуэла»/«Проект Карабобо»/Gresandi | 49,82 |
| Кохедес        | Хосе Альберто Галиндес   | Демократическое действие/Конвергенция/IAP/Движение национальной целостности/PCMI/Демократический республиканский союз/Движение «Открытие»/IA/Организация подлинного обновления/"Национальное мнение"FPC/другие                                                                                        | 54,14 |
| Лара           | Орландо Фернандес Медина | Движение «Организованная сила»/Движение к социализму/Движение за Пятую республику/Конвергенция/«Радикальное дело»/«Независимая солидарность»/Движение национальной целостности/Народное избирательное движение/NH/«Красное знамя»/Коммунистическая партия Венесуэлы/«Отечество для всех»/«Новые люди» | 53,53 |
| Мерида         | Уильям Давила            | Демократическое действие/Организация подлинного обновления/«Возрождение»/Демократический республиканский союз/PQAC/«Свободные избиратели»/Националистическая организация активной демократии | 41,59 |
| Миранда        | Энрике Мендоса           | КОПЕЙ/И.Р.Е.Н.Е./TM/«Чакао 92»/PANA/ICC/PN/Социальный прогресс/Демократический республиканский союз/другие | 51,02 |
| Монагас        | Луис Эдуардо Мартинес    | Демократическое действие/OCIM/«Конвергенция»/MIO/"Демократическое обновление/AA/Националистическая организация активной демократии/«Национальное мнение»/другие | 51,74 |
| Нуэва-Эспарта  | Рафаэль Товар            | КОПЕЙ/Движение к социализму/GRUA/«Новые люди»/Padepo/Moncho/Демократический республиканский союз/Народное избирательное движение/«Радикальное дело»/«Национальное мнение»/другие | 46,31 |
| Португеса      | Иван Кольменарес         | Движение к социализму/КОПЕЙ/«Конвергенция»/DDP/FDP/Демократический республиканский союз/«Независимая солидарность»/«Радикальное дело»/«Новые люди»/«Отечество для всех»/И.Р.Е.Н.Е./Независимые для национального сообщества                                                                           | 48,72 |
| Сукре          | Элой Хил                 | Демократическое действие/КОПЕЙ/«Конвергенция»/Pacífico/PQAC/«Возрождение»/«Национальное мнение» | 48,20 |
| Сулия          | Франсиско Ариас Карденас | «Радикальное дело»/КОПЕЙ/Движение за Пятую республику/Движение к социализму/OFI/MANA/И.Р.Е.Н.Е./Коммунистическая партия Венесуэлы/AA/PRIZ/MBPZ/VU/«Новые люди»/другие | 54,49 |
| Тачира         | Серхио Омар Кальдерон    | КОПЕЙ/«Возрождение»/«Новые люди»/FD/MPI/«Радикальное дело»/И.Р.Е.Н.Е./ICC/«Народная сила»/Народное избирательное движение | 47,72 |
| Трухильо       | Луис Гонсалес            | Демократическое действие/FT/Демократический республиканский союз/VU/CFPI/Националистическая организация активной демократии/PQAC | 46,31 |
| Фалькон        | Хосе Курьель             | КОПЕЙ/«Проект Венесуэла»/Демократический республиканский союз/Движение к социализму/«Независимая солидарность»/И.Р.Е.Н.Е./«Радикальное дело»/Движение «Открытие»/Организация подлинного обновления/«Новые люди»/Движение национальной целостности/«Национальное мнение»/другие                        | 49,97 |
| Яракуй         | Эдуардо Лапи             | «Конвергенция»/КОПЕЙ/«Проект Венесуэла»/Демократический республиканский союз/Sol/И.Р.Е.Н.Е./BES/EIY/ARDE/IDEY | 56,00 |